# Ana Zaninović
Ana Zaninović (Split, 26 de junio de 1987) es una deportista croata que compite en taekwondo. Su hermana gemela Lucija también es una exitosa deportista de taekwondo.
Ganó cuatro medallas en el Campeonato Mundial de Taekwondo entre los años 2007 y 2015, y dos medallas en el Campeonato Europeo de Taekwondo, oro en 2014 y plata en 2012. En los Juegos Europeos de Bakú 2015 consiguió una medalla de plata en la categoría de –57 kg.

## Palmarés internacional
| Campeonato Mundial | Campeonato Mundial       | Campeonato Mundial | Campeonato Mundial |
| Año                | Lugar                    | Medalla            | Categoría          |
| ------------------ | ------------------------ | ------------------ | ------------------ |
| 2007               | Pekín (China)            | Medalla de plata   | –51 kg             |
| 2011               | Gyeongju (Corea del Sur) | Medalla de oro     | –53 kg             |
| 2013               | Puebla (México)          | Medalla de plata   | –53 kg             |
| 2015               | Cheliábinsk (Rusia)      | Medalla de bronce  | –53 kg             |
| Juegos Europeos    |                          |                    |                    |
| Año                | Lugar                    | Medalla            | Categoría          |
| 2015               | Bakú (Azerbaiyán)        | Medalla de plata   | –57 kg             |
| Campeonato Europeo |                          |                    |                    |
| Año                | Lugar                    | Medalla            | Categoría          |
| 2012               | Mánchester (Reino Unido) | Medalla de plata   | –53 kg             |
| 2014               | Bakú (Azerbaiyán)        | Medalla de oro     | –53 kg             |